# Universidad (sector de Temuco)

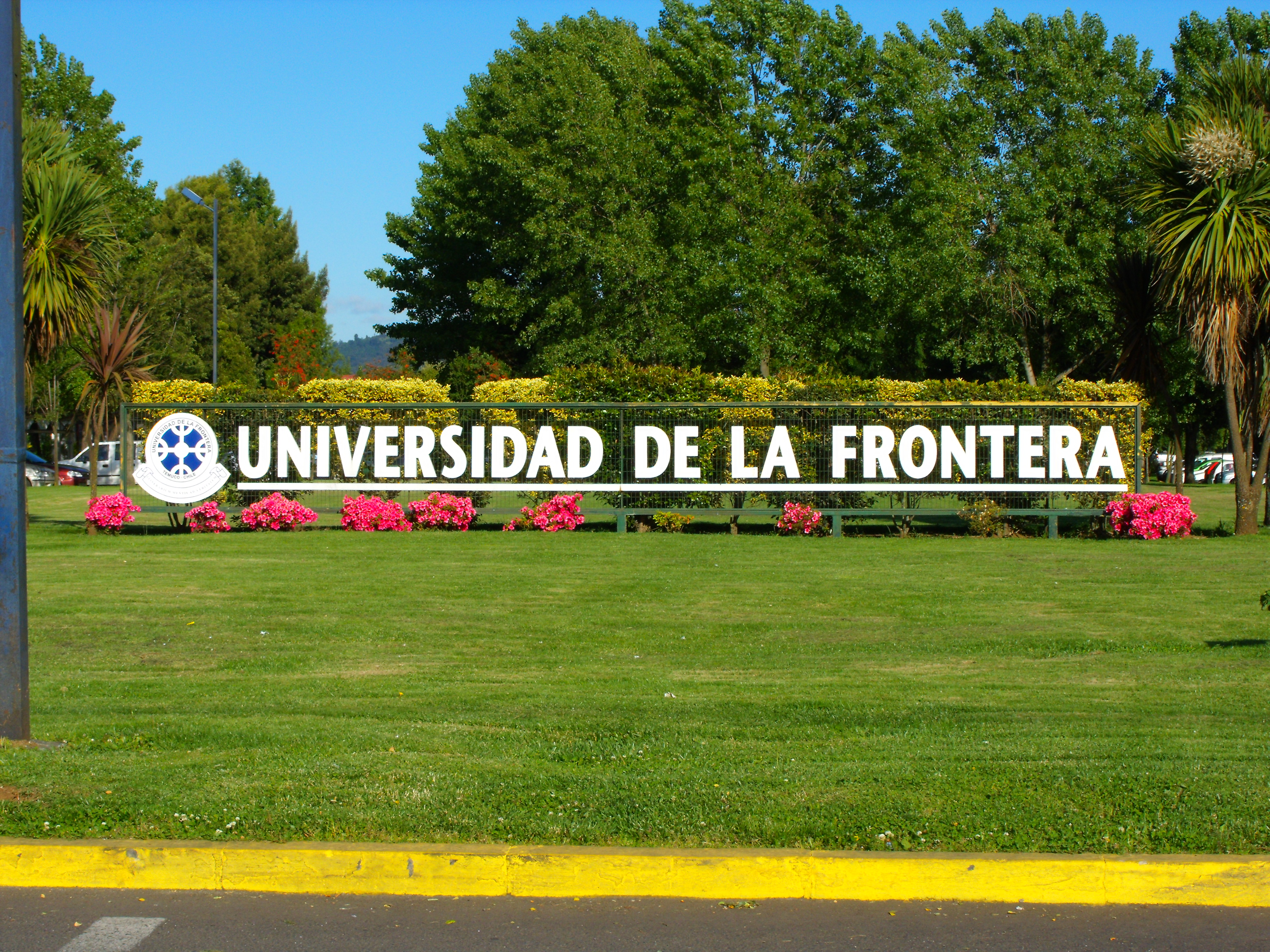
Campus Andrés Bello.

Universidad es un sector de la ciudad de Temuco, Chile. Se encuentra definido en el Diagnóstico sistémico territorial, documento elaborado por la Municipalidad de Temuco.

## Toponimia
El nombre del sector viene por la presencia del campus Andrés Bello de la Universidad de La Frontera, establecido allí en los años 1950 (cuando aquella zona era la periferia de Temuco) como sede de la Universidad de Chile.

## Historia
Su extremo oriental nació como tomas de terrenos que, luego, fueron regularizadas por el Estado.
La parte próxima a la avenida Caupolicán se desarrolló desde la década de 1960, con el levantamiento de viviendas sociales.
El lado occidental, cercano a las avenidas Manuel Recabarren y Francisco Salazar, se fundó como área de clase media en los años 1980.

## Geografía
Está posicionado en la zona suroeste de la urbe. Posee una superficie de 4,87 kilómetros cuadrados.
La quebrada Aquelarre es un barranco que cruza el sector de oriente a poniente.

### Sectores limítrofes
El sector Universidad limita con los siguientes sectores:
| Noroeste: Labranza Poniente | Norte: Poniente Centro | Noreste: Santa Rosa   |
| Oeste: Labranza             |                        | Este: Santa Rosa      |
| Suroeste: Amanecer          | Sur: (Río Cautín)      | Sureste: (Río Cautín) |

## Demografía
Su población alcanza los 27 201 habitantes (11 por ciento del total de la comuna), según el censo de 2002. Tiene una densidad poblacional de 5585 habitantes por kilómetro cuadrado.

## Comercio
Existen polos comerciales con supermercados y tiendas de artículos del hogar y materiales de construcción.

## Deportes
En el campus Andrés Bello, se realizan actividades deportivas.

## Transporte

### Autobuses urbanos
Las líneas de microbuses que transitan por el sector, son:
- 1A: Santa Elena de Maipo-Cajón.
- 1B: Labranza-Cajón.
- 1C: Labranza-Cajón.
- 1D: Villa Italia-Cajón.[4][5]
- 2A: Parque Costanera II-Santa Elena de Maipo.
- 2B: Labranza-Alcántara.
- 2C: Labranza-Alcántara.
- 3A: Boyeco-Pulmahue.
- 3B: Trabunco-Pulmahue.
- 3C: Chivilcán-Camino a Cunco.
- 3D: Boyeco-San Ramón.
- 4A: Villa Santa Luisa-Alcántara.
- 4B: Villa Santa Luisa-Alcántara.
- 5A: Labranza-Villa Los Ríos.
- 5B: Labranza-Villa Los Ríos.
- 5C: Labranza-San Antonio.
- 6B: Vista Verde-Villa Los Ríos.
- 6C: Villa Los Ríos-Quepe.
- 7A: Tobalaba-Cajón.
- 8A: Vista Verde-Pulmahue.
- 8B: Vista Verde-Pulmahue.
- 8C: Pulmahue-Quepe.
- 8D: Puente Niágara-Quepe.
- 10A: Villa Diputado Becker-Campus San Juan Pablo II.
- 10B: Villa Diputado Becker-Pulmahue.
- 10C: Villa Diputado Becker-Padre Las Casas.
- 66A: Pillanlelbún-Quepe.[6]

### Taxis colectivos
Los taxis colectivos que circulan por el sector Universidad, son los siguientes:
- 13: Padre Las Casas-Estación.
- 13A: Padre Las Casas-San Andrés.
- 14: Florencia-Villa del Río.
- 14A: Florencia-Villa del Río.
- 15: Altos de Maipo-Parque Pilmaiquén.
- 19: Nueva Galicia-Estación.
- 21: Gimnasio Olímpico Regional-Estación.
- 21A: Gimnasio Olímpico Regional-Estación.
- 24: Maipo-Langdon.
- 24A: Altamira-Langdon.
- 25: Altos de Maipo-Terminal de buses rurales.
- 111: Juan Pablo II-Rodoviario de La Araucanía.

### Metro
La Cámara Chilena de la Construcción propuso, en 2010, la construcción de un ferrocarril metropolitano en el Gran Temuco, para solucionar los problemas de transporte que generará, a mediano plazo, el aumento de la población en la conurbación. Las estaciones propuestas para el sector Universidad son:

#### Línea 1
| Estación                   | Ubicación                                             | Entorno                                                         |
| -------------------------- | ----------------------------------------------------- | --------------------------------------------------------------- |
| Javiera Carrera            | Avenida Manuel Recabarren, esquina de Javiera Carrera | Barrios Vista Verde, Galicia I, Galicia II y San Patricio.      |
| Universidad de La Frontera | Avenida Francisco Salazar, esquina de Las Encinas     | Campus Andrés Bello. Barrio Andalucía. Condominio Los Castaños. |

#### Línea 2
| Estación    | Ubicación       | Entorno             |
| ----------- | --------------- | ------------------- |
| Isla Cautín | (Sin dirección) | Parque Isla Cautín. |

### Arterias viales
Sus principales vías de transporte son:
- la avenida Caupolicán.
- la avenida de los Poetas,
- la avenida Las Encinas,
- la avenida Manuel Recabarren,
- y la calle General Mackenna.

## Urbanismo

### Áreas verdes
Su principal área verde es la Isla Cautín, espacio antes perteneciente al Ejército de Chile, y que recientemente fue incorporado a la estructura urbana mediante un proyecto de desarrollo que aún se encuentra en ejecución.
También los jardines del campus Andrés Bello pueden ser considerados para recreación, aunque se trata de espacios privados.
Otras áreas verdes son de tamaño menor, de escala barrial.